# Llau de la Gavarnera
La llau de la Gavarnera és una llau afluent de la llau de Segan. Discorre íntegrament pel terme de Conca de Dalt, en el seu antic terme d'Hortoneda de la Conca, al Pallars Jussà.
Es forma als peus, oest, del Serrat de l'Agranador i la Cogulla, a 1.532 m. alt. Des d'aquest lloc davalla cap al aud-oest, però aviat torç cap al nord-oest, després cap al nord, i més tard de nou cap al nord-oest. Així, al cap d'un tros rep per l'esquerra la llau dels Tolls de la Gavarnera i després la llau de la Culla de Xoca, passa als peus -nord-oest- del Serrat Gros, i al costat de llevant del Serrat de Fosols s'aboca en la llau de Segan.

## Etimologia
Joan Coromines associa Gavarnera i Gavernera a Gavarrera. Totes dues són variants diferents del nom de la planta de la gavarra, i tenen el significat de serrat embardissat. Aquest mot és d'origen iberobasc, associat amb el bas gaparra (esbarzer). La primera part del topònim, llau fa referència al tipus de corrent d'aigua de què es tracta (vegeu llau).